# Mozilla China
 (mai 2024).
Si vous disposez d'ouvrages ou d'articles de référence ou si vous connaissez des sites web de qualité traitant du thème abordé ici, merci de compléter l'article en donnant les références utiles à sa vérifiabilité et en les liant à la section « Notes et références ».
Pour les articles homonymes, voir Mozilla.
Mozilla Chine (Beijing Mozilla Online Ltd) est une entreprise visant à promouvoir et diffuser les logiciels libres Mozilla en Chine.
Mozilla Chine a été fondée le 4 mai 2005. L'organisation est indépendante de la Fondation Mozilla bien qu'elle y soit fortement liée.
Elle est dirigée par le Dr. Li Gong  de l'institut de recherche et d'ingénierie de Sun Microsystems (Sun Engineering and Research Institute) (ERI) en Chine et par Mingshu Li qui siègent tous deux au comité de direction de la Fondation Mozilla.
Mozilla Chine se charge de la construction d'un site web en chinois, de l'adaptation des produits  Mozilla aux besoins chinois, de l'organisation et de la gestion des forums de discussion en chinois ainsi que du développement du code source en Chine.